# Quimper
Quimper (kɛ̃pɛʁ, kiejtéseⓘ;  latinul: Civitas Aquilonia or Corisopitum) város Franciaország nyugati részén, Bretagne régiójában, Finistère megye székhelye. A történelmi  Cornouaille fővárosa; a Kérogan-öböl partján fekszik, ami tulajdonképpen az Odet folyó torkolatrendszerének kiöblösödése. Franciaország kulturális és történelmi városa címet viseli.

## Története
Nagyon régi város, a legenda szerint Cornouaille királya, Gradlon a 4. században emeltette püspökségi rangra. Nevét a város első püspökétől, Szent Korentintől kapta. Az angolokkal vívott százéves háború idején, a 14. században kétszer is felégették, de mindkétszer feltámadt a romjaiból.
A 17. század végétől gyártják itt az egész országban ismert fajanszedényeket, a sajátos breton minták megtervezésében neves művészek működtek közre.
A városban évente, július negyedik vasárnapján és az azt megelőző néhány napban népművészeti fesztivált rendeznek.

## Demográfia
| Év   | Lakosság |
| ---- | -------- |
| 1800 | 9 915    |
| 1806 | 10 605   |
| 1821 | 13 058   |
| 1831 | 14 071   |
| 1836 | 14 268   |
| 1841 | 14 812   |
| 1846 | 15 741   |
| 1851 | 15 699   |
| 1856 | 16 275   |

| Év   | Lakosság |
| ---- | -------- |
| 1861 | 16 637   |
| 1866 | 18 518   |
| 1872 | 19 299   |
| 1876 | 20 264   |
| 1881 | 22 328   |
| 1886 | 24 626   |
| 1891 | 25 373   |
| 1896 | 26 580   |

| Év   | Lakosság |
| ---- | -------- |
| 1901 | 27 666   |
| 1906 | 28 172   |
| 1911 | 28 610   |
| 1921 | 28 127   |
| 1926 | 30 931   |
| 1931 | 32 173   |
| 1936 | 35 873   |
| 1946 | 40 345   |

| Év   | Lakosság |
| ---- | -------- |
| 1954 | 41 243   |
| 1962 | 45 989   |
| 1968 | 52 496   |
| 1975 | 55 977   |
| 1982 | 56 907   |
| 1990 | 59 437   |
| 1999 | 63 238   |
| 2006 | 64 900   |
| 2010 | 63 550   |

## Látnivalók

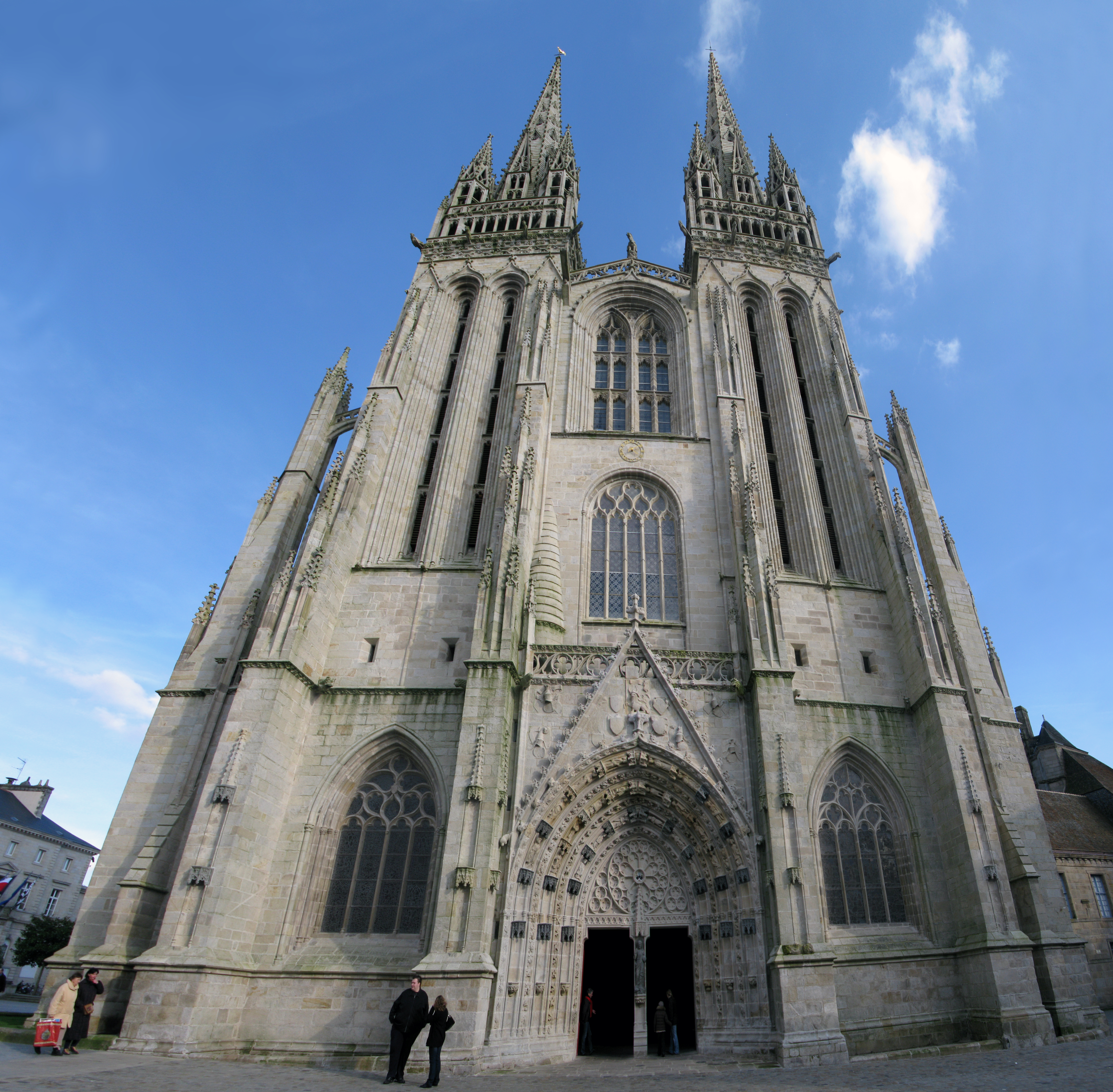
Szent Korentin-katedrális

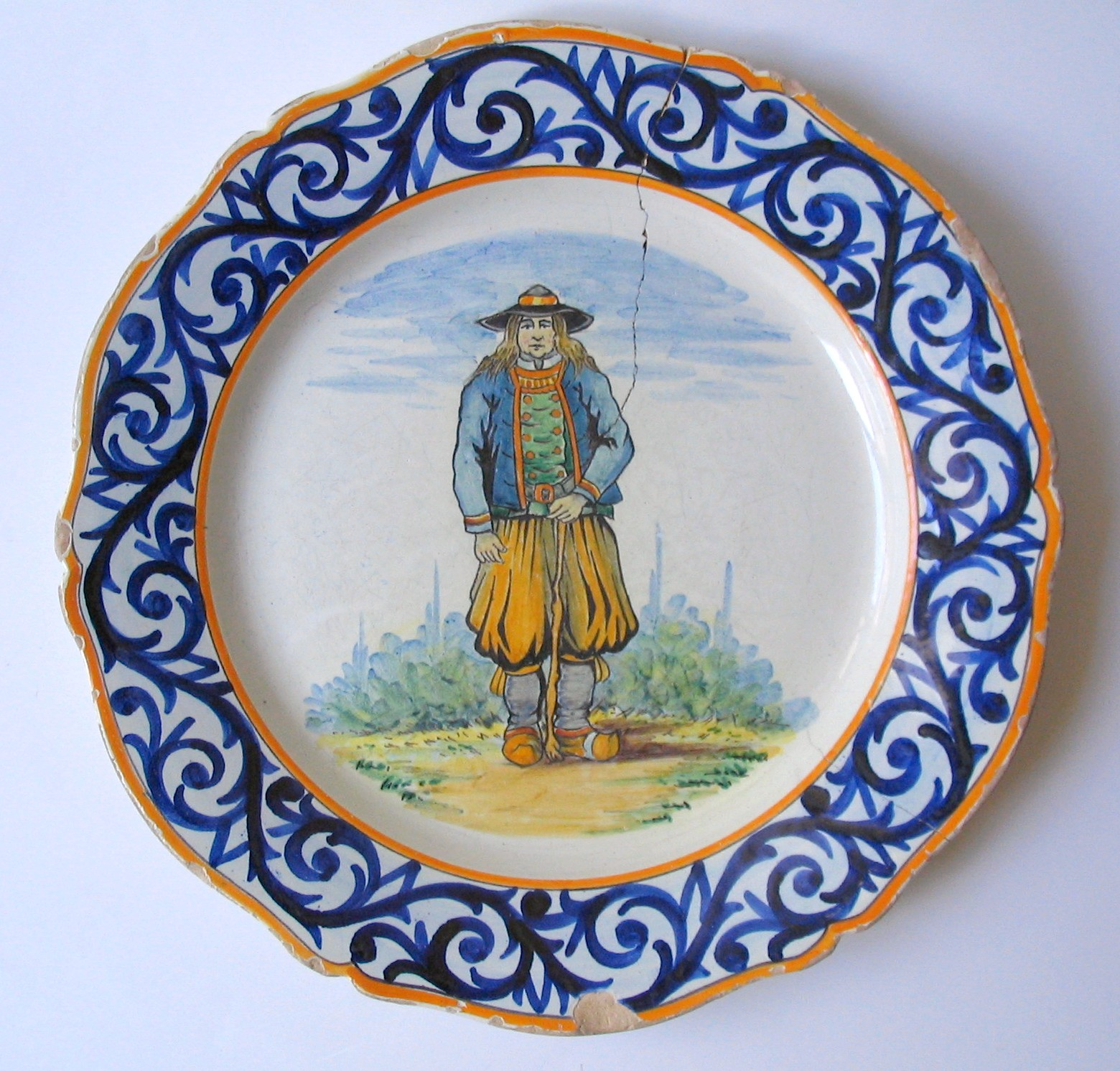
1910-ben készült fajanszedény

- Szent Korentin-katedrális – alapjait 1240-ben rakták le, ekkor kezdték építeni a szentélyt, a többi rész, a tornyokkal együtt 15. századi, a jellegzetes breton gótikus toronysisakok a múlt században készültek Point-Croix templomtornyának mintájára. A gótikus homlokzaton a főbejárat felett a legendás Gradlon király lovas szobra látható, ő volt az elsüllyedt Ys(wd) királya, aki városának pusztulása után Quimperbe tette át székhelyét. A több mint 90 méter hosszú, gazdagon díszített templomban figyelemre méltók a 15. századi üvegablakok, az oltárok, a régi szobrok, köztük Szent János alabástromból faragott képmása, a freskók és a Szent Korentin életét ábrázoló domborművek.
- Musée départemental breton(wd) – az egykori püspöki palotában kapott helyet. A történelem előtti időktől mutatja be a vidék történetét.
- Musée des Beaux-Arts(wd) – a városháza régi épületében van, Rubens, Caravaggio, Fragonard, Corot nagy értékű alkotásai mellett különösen jelentős a Pont-aveni iskola művészeinek festményeiből álló gyűjtemény. Külön teremben láthatóak a jelentős 20. századi költő, a városba született Max Jacob emlékei.
- Musée de la faïence(wd) – a 18. századi épületben mintegy 2500 alkotás látható, a legrégebbitől és a legújabb quimperi fajanszedényig.
- Église Notre-Dame-de-Locmaria – a Benedek-rendi apátsági templomot többször átalakították.

## Testvérvárosok
- – Limerick
- – Remscheid
- – Falkirk(wd)
- – Ourense